# Червона сова (гра)

Зображення символу гри — червоної сови, яка вибрана емблемою завдяки тому, що не спить уночі.

Червона сова — координована підліткова гра, поширена переважно в соціальних мережах (зокрема, ВКонтакті), кінцевим підсумком якої є доведення гравця до самогубства. За матеріалами розслідувань правоохоронних органів та незалежних розслідувань, координуванням та поширенням цієї гри в Інтернеті займаються адміністратори так званих «груп смерті». За повідомленнями як правоохоронних органів, так і незалежних розслідувань ця гра прийшла в Україну на зміну забороненому в соціальних мережах «Синьому киту». На думку частини журналістів та психологів, ця нова гра, як і «Синій кит», прийшла в Україну з інтернет-простору Росії, і може бути одним із елементів гібридної інформаційної війни проти України.

## Опис гри

Скріншот із екрану мобільного пристрою із завданням у грі «Червона сова»

Згідно із повідомлень засобів масової інформації та волонтерів, які включаються у гру під виглядом учасників з метою вирахування кураторів «груп смерті» та для запобігання дитячим самогубствам, початок гри в «Червону сову» подібний до початку гри в «Синього кита», хоча є й деякі відмінності. Гра також починається після розміщення на сторінці користувача хештегів, які дають можливість зрозуміти, що цей користувач цікавиться тим, як розпочати гру, зокрема таких: #красная сова, #совы не спят, #1:36, #жду тебя 12 дней та інших. Після цього із новим потенційним гравцем зв'язується куратор групи, який спочатку опитує новенького про його проблеми, після опитування новачку дається посилання на сайт, який проводить геолокацію (з метою визначення точного розташування гравця, щоб у випадку його дострокової відмови мати змогу його шантажувати). Після цього учасник гри отримує завдання постійно бути онлайн, не спати протягом 12 діб, дивитися відео із жахами, наносити собі пошкодження, а про виконані завдання негайно звітувати куратору. За виконання завдань спочатку гравцеві обіцяють якийсь приз, проте на 12-й день йому приходить повідомлення, що він має скоїти самогубство, а за відмову розпочинають шантажувати його вбивством його або його близьких. За повідомленнями засобів масової інформації та поліції, в Україні зафіксовано офіційно 5 випадків утечі дітей з дому і кілька випадків самогубства, офіційно пов'язаних із «Червоною совою».

## Боротьба із поширенням гри
Після розголосу боротьба із поширенням гри розпочалась за тими ж принципами, як і боротьба з іншими суїцидальними іграми та «групами смерті» в мережі Інтернет. Частина соціальних мереж розпочала блокувати групи із назвою «Червона сова». Окрім того, в мережі з'явились групи активістів, які виявляють потенційних членів «груп смерті», та проводять із ними роботи по запобіганню самогубства. Значна частина цих борців із «червоними совами» займаються тролінгом кураторів «груп смерті», після чого ті обмежують або припиняють вербування в такі групи. Для профілактики подальшого поширення гри українські психологи радять не загострювати обстановку навколо «груп смерті» в соціальних мережах, а в спокійній обстановці розповісти дітям про можливість потрапляння під час пошуку в Інтернеті на такі групи та їх небезпеку; приділяти більше уваги психологічному стану дитини, вірити в її потенціал; перевіряти шкіряні покриви дитини на наявність пошкоджень, а у разі їх виявлення, з'ясовувати обставини, за яких вони з'явилися; виявляти ознаки постійного «сидіння» в Інтернеті та запобігати цьому; необхідно створювати в сім'ї атмосферу довіри та любові, яку повинна відчувати дитина, окрім того, необхідно давати дитині зрозуміти, що батьки допоможуть дитині вийти з гри та завжди готові надати їй підтримку. За неможливості налагодити контакт із дитиною рекомендовано звернутися до професійного психолога.